# Ang Chan II

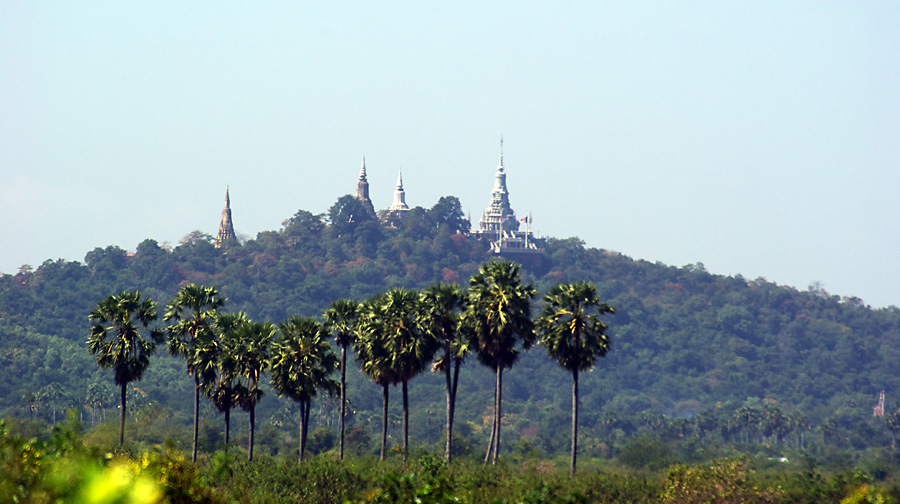
Vid foten av berget Phnom Oudong, nordväst om Phnom Penh, var Oudong kungligt residens och Kambodjas huvudstad under mer än 250 år fram till 1866

Ang Chan (khmer: ព្រះបាទអង្គច័ន្ទ) född 1792, död december 1834, var kung av Kambodja 1806–1834 under namnet Udaraja III. Son till kung Ang Eng och prinsessan Moneang Aut.
Prins Ang Chan växte upp vid sin far Ang Engs hov i Oudong under beskydd som lydkonung under Siamriket  och Kambodjas tre nordligaste provinser, och Battambangs och Siem Reaps länsherrar hade vasallstatus under kungen av Siam.
Ang Chans far Ang Eng dog 1796.Trots sina unga ålder av 24 år när han dog, hade Ang Eng blivit far till sex barn med tre hustrur, och Ang Chan blev som äldsta son vald till kung efter sin far, men Ang Chan som inte ville underordna sig Siamriket, kröntes först 1806 i Bangkok, och sände omedelbart tribut till Vietnam när han återvänt till Oudong, vilket man gjort sedan kung Ang Nons regering. Men detta provocerade den siamesiska kungen, som i Ang Chans bröder fann en högre samarbetsvilja.
Siam intervenerade och stödde en av hans bröder, varpå Ang Chan sökte stöd hos Vietnam mot Siam, och under 1812 flydde till Saigon, tills han 1813 blev återinstallerad på tronen av vietnamesiska kejsaren Gia Long. Oroligheter följde genom åren, och Siameserna intog bland annat Kambodjas territorier och pressade på med sina arméer. 1832 var Ang Chan åter tvungen att fly till södra Vietnam, men återvände till Oudong ett år senare, i sällskap med Truong Minh Giang, en vietnamesisk general som upprätthöll säkerheten.
Ang Chan dog 1834 och general Truong Minh Giang lyckades avstyra att någon av Ang Chans bröder valdes till kung, eftersom de båda var vasaller till kungen av Siam. Istället tillsatte Truong Minh Giang Ang Chans dotter Ang Mey som skuggregent under vietnamesisk kontroll. Hon regerade med oklar status 1834–1841.